# Jumpol Adulkittiporn
Jumpol Adulkittiporm (จุมพล อดุลกิตติพร; nascido em 20 de janeiro de 1991) também conhecido como Off (ออฟ) é um ator, modelo, e apresentador tailandês. Ele é conhecido por seus papéis principais em Theory of Love, Not Me e Astrophile, pelos quais recebeu Asian Academy Creative: National Winner 2022 Award na categoria de Melhor Ator Coadjuvante. Ele fez parceria com Atthaphan Phunsawat. Eles trabalham juntos desde Senior Secret Love: Puppy Honey.

## Juventude e educação
Jumpol concluiu o ensino secundário na Wat Rajabopit School. Ele se formou como bacharel pela Faculdade de Tecnologia da Informação e Comunicação da Universidade de Silpakorn.

## Carreira
Jumpol começou a trabalhar na indústria do entretenimento como apresentador do programa de TV de 2013 Five Live Fresh. Após o show, ele estreou como ator com um papel especial na série dramática tailandesa de 2013, Hormones, e conseguiu seu primeiro papel principal na série de 2014, Room Alone.
Jumpol continuou trabalhando com GMMTV. Ganhou destaque por interpretar Pick em Senior Secret Love: Puppy Honey (2016) e sua respectiva sequência ao lado de Atthaphan Phunsawat. Mais tarde, ele estrelou o drama romântico de 2019, Theory of Love, e o drama de ação de 2021, Not Me.
Em 2022, pela GMMTV, Jumpol estrelou a série Astrophile, pela qual recebeu o Prêmio de Melhor Ator Coadjuvante.

## Vida pessoal
Em março de 2024, seu pai, Sompob Adulkittiporn, morreu.

## Filmografia

### Drama
| Ano  | Título                               | Personagem             | Notas            |
| ---- | ------------------------------------ | ---------------------- | ---------------- |
| 2013 | Hormones                             |                        | Papel convidado  |
| 2014 | Room Alone 401-410                   | Puen                   | Papel principal  |
| 2015 | Wifi Society: The Horror Home        | Sam                    | Papel principal  |
| 2015 | Ugly Duckling: Pity Girl             | Tom                    | Papel recorrente |
| 2015 | Room Alone 2                         | Puen                   | Papel principal  |
| 2016 | Senior Secret Love: Puppy Honey      | Pick                   | Papel principal  |
| 2016 | SOTUS: The Series                    | Bright                 | Papel recorrente |
| 2017 | Love Songs Love Series: Still Single | Nem                    | Papel recorrente |
| 2017 | Senior Secret Love: Puppy Honey 2    | Pick                   | Papel principal  |
| 2017 | U-Prince Series: The Ambitious Boss  | Li Tang                | Papel principal  |
| 2017 | Teenage Mom: The Series              | Assistente de dentista | Papel convidado  |
| 2017 | Bangkok Love Story: Keep Love        | Joe                    | Papel recorrente |
| 2017 | Fabulous 30: The Series              | Zen                    | Papel recorrente |
| 2017 | SOTUS S: The Series                  | Bright                 | Papel recorrente |
| 2018 | Chuamong Tong Mon                    | Sun                    | Papel recorrente |
| 2018 | Our Skyy                             | Pick                   | Papel principal  |
| 2019 | Wolf                                 | Por                    | Papel principal  |
| 2019 | Theory of Love                       | Khai                   | Papel principal  |
| 2020 | Girl Next Room: Motorbike Baby       | Krathing               | Papel convidado  |
| 2020 | Girl Next Room: Midnight Fantasy     | Krathing               | Papel recorrente |
| 2020 | Girl Next Room: Richy Rich           | Krathing               | Papel principal  |
| 2020 | Girl Next Room: Security Love        | Krathing               | Papel recorrente |
| 2020 | The Shipper                          |                        | Papel convidado  |
| 2020 | Fai Sin Chua                         | Ron                    | Papel recorrente |
| 2020 | I'm Tee, Me Too                      | Mae-Tee                | Papel principal  |
| 2021 | Girl2K                               | Thawin                 | Papel principal  |
| 2021 | 46 Days                              | Pat                    | Papel principal  |
| 2021 | Not Me                               | Sean                   | Papel principal  |
| 2022 | Cat Radio TV Temporada 2             | Jay                    | Papel convidado  |
| 2022 | Astrophile                           | Tankhun                | Papel principal  |
| 2022 | Club Sapan Fine Temporada 2          | Jet                    | Papel principal  |
| 2022 | 10 Years Ticket                      | Plu                    | Papel principal  |
| 2022 | Midnight Motel                       | Mote                   | Papel principal  |
| 2023 | The Jungle                           | Pine                   | Papel principal  |
| 2023 | Cooking Crush                        | Ten                    | Papel principal  |
| 2024 | The Trainee                          | Jane                   | Papel principal  |
| TBA  | Break Up Service                     | Boss                   | Papel principal  |
| TBA  | Burnout Syndrome                     | Ko                     | Papel principal  |

### Especial
| Ano  | Título                                          | Personagem | Notas           |
| ---- | ----------------------------------------------- | ---------- | --------------- |
| 2016 | Little Big Dream                                | Cliente    | Papel convidado |
| 2019 | Love from Outta Space                           | Off        | Papel principal |
| 2020 | Cornetto Love Expert                            |            | Papel principal |
| 2020 | Theory of Love: Episódio Especial "Stand By Me" | Khai       | Papel principal |

### Aparições em videoclipes
| Ano  | Título da música                            | Artista(s) | Notas                                  |
| ---- | ------------------------------------------- | --- | -------------------------------------- |
| 2013 | อยากรู้ (Yak Ru)                              | Plastic Plastic |                                        |
| 2014 | สัญญาณ (Sign)                                | Jetset'er |                                        |
| 2014 | จิ๊กซอว์ (Jigsaw)                              | Kanitlul Nedtabud (Praew) |                                        |
| 2014 | ลอง (Try)                                   | Paradox |                                        |
| 2016 | แอบเพ้อเจ้อ (Ab Per Jer)                      | Rangsan Panyaruen (Songkran) | OST. Senior Secret Love: Puppy Honey   |
| 2016 | คนมีเสน่ห์ (Kon Mee Sa Ne)                     | Nakarin Kingsak (Kang) |                                        |
| 2016 | ฝน (Rain)                                   | Scrubb |                                        |
| 2017 | ยืนยันแค่เธอคนเดียว (Yeun Yun Kae Tur Kon Diow) | Achirawich Saliwattana (Gun) | OST. Senior Secret Love: Puppy Honey 2 |
| 2017 | หนี (Nee)                                    | Worranit Thawornwong (Mook) | OST. Senior Secret Love: Puppy Honey 2 |
| 2017 | Miss You (Cover)                            | Worranit Thawornwong (Mook) Phurikulkrit Chusakdiskulwibul (Amp) |                                        |
| 2017 | คนเจ้าชู้(บีดับบีดู) (Cover)                       | Worranit Thawornwong (Mook) Phurikulkrit Chusakdiskulwibul (Amp) |                                        |
| 2018 | เข้าใจใช่ไหม (Khao Jai Chai Mai)              | Pattadon Janngeon (Fiat) | OST. Our Skyy                          |
| 2019 | เกมล่าเธอ (Game Lar Ter)                     | Suthita Chanachaisuwan (Image) | OST. Wolf                              |
| 2019 | ความเงียบดังที่สุด (The Loudest Silence) (Cover) | Jumpol Adulkittiporn (Off) Atthaphan Phunsawat (Gun) |                                        |
| 2019 | พระเอกจำลอง (Fake Protagonist)              | Getsunova | OST. Theory of Love                    |
| 2020 | รักตัวเองบ้างนะ (Love Yourself)                | Worranit Thawornwong (Mook) | OST. Girl Next Room                    |
| 2020 | เล็ก ๆ บ่อย ๆ (Leklek Boiboi)                 | Gungun Preechavuttikhun | OST. I'm Tee Me Too                    |
| 2020 | ไม่รักไม่ลง (Too Cute To Handle)               | Jumpol Adulkittiporn (Off) Atthaphan Phunsawat (Gun) |                                        |
| 2021 | Not Me                                      | Tanatat Chaiyaat (Kangsom) | OST. Not Me                            |
| 2022 | เข้าข้างตัวเอง (My Side)                       | Jumpol Adulkittiporn (Off) Atthaphan Phunsawat (Gun) | OST. Not Me                            |
| 2022 | Save All Memories In This House             | Jumpol Adulkittiporn (Off) Atthaphan Phunsawat (Gun) Pirapat Watthanasetsiri (Earth) Sahaphap Wongratch (Mix) Jitaraphol Potiwihok (Jimmy) Tawinan Anukoolprasert (Sea) Thanawin Teeraphosukarn (Louis) Trai Nimtawat (Neo) Natachai Boonprasert (Dunk) Archen Aydin (Joong) | MV de Safe House Temporada 3           |

### Televisão
| Ano             | Título                                  | Notas |
| --------------- | --------------------------------------- | --- |
| 2014 - 2015     | Five Live Fresh                         | Co-apresentadores Tawan Vihokatana (Tay), Korawit Boonsri (Gun), Thirathat Sriboonnak (Bond), Thitipoom Techaapaikhun (New), Pariyavit Suvitayawat (Kikey) |
| 2015 - 2016     | Proteen                                 | Co-apresentador Chatchawit Techarukpong (Victor) |
| 2016            | ชิงกันเทรนด์ (Trend Battle)                | Co-apresentador Leo Saussay |
| 2017 - 2018     | OffGun Fun Night Temporada 1            | Co-apresentador Atthaphan Phunsawat (Gun) |
| 2018 - presente | รถโรงเรียน School Rangers                | Co-apresentador Atthaphan Phunsawat (Gun) e muitos outros.                                                                                                 |
| 2018            | แต่งหน้ากันครับ (Let's Put On Makeup)       | Co-apresentador Atthaphan Phunsawat (Gun) |
| 2019            | Beauty & The Babes Temporada 2          | Coach |
| 2019 - presente | OffGun Fun Night Temporada 2            | Co-apresentador Atthaphan Phunsawat (Gun) |
| 2020            | Live At Lunch Temporada 1               | Apresentador ep. 5 & 11 |
| 2020            | เฟรนด์ขับ (Friend Drive)                  | Co-apresentadores Tawan Vihokatana (Tay) e Weerayut Chansook (Arm)                                                                                         |
| 2020            | Beauty & the Babes Temporada 3          | Coach |
| 2020 - 2022     | รสมือแม่ (OffGun Mommy Taste)             | Co-apresentador Atthaphan Phunsawat (Gun) |
| 2020            | Dear Future Diary Thailand              | (Ep. 5-7) Co-apresentador Atthaphan Phunsawat (Gun) |
| 2021            | Live At Lunch Temporada 2               | Apresentador ep. 4 |
| 2021            | Live At Lunch: Friend Lunch Friend Live | Co-apresentador ep. 5 & 7 |
| 2021            | Safe House Temporada 2: Winter Camp     | Membro |
| 2022            | Safe House Temporada 3: Best Bro Secret | Membro |
| 2022            | Magic Eyes Challenge by Isuzu           | Concorrente |

## Discografia

### Singles
| Ano  | Título | Notas |
| ---- | --- | --- |
| 2019 | ความเงียบดังที่สุด (The Loudest Silence) (Cover) | Jumpol Adulkittiporn e Atthaphan Phunsawat |
| 2020 | ไม่รักไม่ลง (Too Cute To Handle) (Single) | Jumpol Adulkittiporn e Atthaphan Phunsawat |
| 2020 | ตุ๊บๆ จุ๊บๆ OK! (Jubjub Tubtub OK!) (Single) | Jumpol Adulkittiporn e Atthaphan Phunsawat Prachaya Ruangroj e Perawat Sangpotirat Vachirawit Chivaaree e Metawin Opasiamkajorn                                                                                  |
| 2022 | เข้าข้างตัวเอง (MY SIDE) (Not Me OST) | Jumpol Adulkittiporn e Atthaphan Phunsawat |
| 2022 | Save All Memories In This House (Single) | Jumpol Adulkittiporn e Atthaphan Phunsawat Pirapat Wattanasetsiri e Sahaphap Wongratch Jitaraphol Potiwihok e Tawinan Anukoolprasert Thanawin Teeraphosukarn e Trai Nimtawat Natachai Boonprasert e Archen Aydin |
| 2022 | "Law of Attraction" (กฎของแรงดึงดูด) com Perawat Sangpotirat, Vachirawit Chivaaree Prachaya Ruangroj, Atthaphan Phunsawat, Tawan Vihokratana, Thitipoom Techaapaikhun e Metawin Opas-iamkajorn | GMMTV Records |

## Prêmios e indicações
| Associações                                          | Ano  | Categoria                                            | Nomeações                | Resultado |
| ---------------------------------------------------- | ---- | ---------------------------------------------------- | ------------------------ | --------- |
| HOWE Awards                                          | 2018 | Melhor Casal (compartilhado com Atthaphan Phunsawat) |                          | Venceram  |
| Great Stars Social Awards                            | 2017 | Casal do Ano (compartilhado com Atthaphan Phunsawat) | Secret Love: Puppy Honey | Indicados |
| Great Stars Social Awards                            | 2018 | Melhor Casal (compartilhado com Atthaphan Phunsawat) |                          | Indicados |
| Great Stars Social Awards                            | 2019 | Melhor Casal (compartilhado com Atthaphan Phunsawat) |                          | Venceram  |
| Joox Thailand Music Awards                           | 2020 | Homem mais estiloso                                  |                          | Venceu    |
| Kazz Awards                                          | 2019 | Escolha da Revista Kazz (Masculino)                  |                          | Venceu    |
| Kazz Awards                                          | 2021 | Prêmio Melhor Ator                                   |                          | Indicado  |
| Kazz Awards                                          | 2022 | Melhor Cena (compartilhado com Atthaphan Phunsawat)  | Not Me                   | Indicados |
| LINE TV Awards                                       | 2019 | Melhor Casal (compartilhado com Atthaphan Phunsawat) | Our Skyy                 | Venceram  |
| LINE TV Awards                                       | 2020 | Melhor Casal (compartilhado com Atthaphan Phunsawat) | Theory of Love           | Venceram  |
| ManGu Magazine Thailand Headlines Person of the Year | 2019 | Melhor Casal (compartilhado com Atthaphan Phunsawat) | Theory of Love           | Venceram  |
| Maya Awards                                          | 2018 | Melhor Casal (compartilhado com Atthaphan Phunsawat) | Secret Love: Puppy Honey | Indicados |
| Maya Awards                                          | 2019 | Melhor Casal (compartilhado com Atthaphan Phunsawat) | Theory of Love           | Venceram  |
| Maya Awards                                          | 2020 | Melhor Casal (compartilhado com Atthaphan Phunsawat) | Theory of Love           | Indicados |
| Maya Awards                                          | 2022 | Melhor Casal (compartilhado com Atthaphan Phunsawat) | Theory of Love           | Indicados |
| Asian Academy Creative Award: National Winner 2022   | 2022 | Melhor Ator Coadjuvante                              | Astrophile               | Venceu    |